# Parco nazionale di Sibiloi
Il parco nazionale di Sibiloi si trova nel nord del Kenya, sulle sponde orientali del lago Turkana. Nel 1997 è stato dichiarato patrimonio dell'umanità dall'UNESCO come parte del gruppo dei parchi del lago Turkana, ma il governo del Kenya aveva dichiarato l'area parco nazionale già dal 1973.
L'area, che si estende su 157.085 ettari, non ospita solamente un ecosistema ricco di specie che costituisce la più importante zona di riproduzione in Africa per il coccodrillo del Nilo, ma è anche un famoso sito archeologico dove sono stati rinvenuti fossili di Hominini e dei loro antenati, nonché di altri mammiferi. Nel sito di Koobi Fora, per esempio, sono stati scoperti nel 1972 resti di Homo rudolfensis risalenti a circa 2,5 milioni di anni fa e nel 1999 resti di Kenyanthropus platyops risalenti a 3,5 milioni di anni fa.
Fatta eccezione per le acque leggermente salate del lago Turkana, l'ambiente del parco è costituito da un'arida distesa semi-desertica, habitat di una grande varietà di uccelli, rettili e mammiferi, tra cui il gerenuk, l'orice beisa o specie più rare come il kudù minore e la zebra di Grévy.